# Mistrovství Evropy v házené mužů 2000
4. mistrovství Evropy v házené se konalo od 21.1. do 30.1. 2000 v Chorvatsku.
Mistrovství se zúčastnilo 12 mužstev, rozdělených do dvou šestičlenných skupin, z nichž první dva týmy postoupily do semifinálových bojů. Mistrem Evropy se stal tým Švédska, který ve finále porazil tým Ruska. Třetí místo obsadil tým Španělska.

## Místo konání
| Rijeka           | Záhřeb          |
| ---------------- | --------------- |
| Dvorana Mladosti | Dom Sportova    |
| Kapacita: 4 000  | Kapacita: 7 000 |
|                  |                 |

## Základní kolo

### Skupina A
| Poř. | tým        | Z | V | R | P | VB  | OB  | +/− | B | výsledek             |
| ---- | ---------- | - | - | - | - | --- | --- | --- | - | -------------------- |
| 1.   | Francie    | 5 | 4 | 1 | 0 | 127 | 110 | +17 | 9 | postup do semifinále |
| 2.   | Španělsko  | 5 | 4 | 0 | 1 | 128 | 120 | +8  | 8 | postup do semifinále |
| 3.   | Chorvatsko | 5 | 3 | 1 | 1 | 122 | 114 | +8  | 7 | o 5. místo           |
| 4.   | Norsko     | 5 | 1 | 1 | 3 | 106 | 114 | −8  | 3 | o 7. místo           |
| 5.   | Německo    | 5 | 0 | 2 | 3 | 110 | 119 | −9  | 2 | o 9. místo           |
| 6.   | Ukrajina   | 5 | 0 | 1 | 4 | 104 | 120 | −16 | 1 | o 11. místo          |

| 21. ledna 2000 | Francie | 24–21 | Norsko | Dom Sportova, Záhřeb |
| 21. ledna 2000 | (14–12) |       |        | Dom Sportova, Záhřeb |
| 21. ledna 2000 | Report  |       |        | Dom Sportova, Záhřeb |

| 21. ledna 2000 | Německo | 24–24 | Ukrajina | Dom Sportova, Záhřeb |
| 21. ledna 2000 | (14–11) |       |          | Dom Sportova, Záhřeb |
| 21. ledna 2000 | Report  |       |          | Dom Sportova, Záhřeb |

| 21. ledna 2000 | Španělsko | 27–22 | Chorvatsko | Dom Sportova, Záhřeb |
| 21. ledna 2000 | (16–11)   |       |            | Dom Sportova, Záhřeb |
| 21. ledna 2000 | Report    |       |            | Dom Sportova, Záhřeb |

| 22. ledna 2000 | Norsko | 21–25 | Španělsko | Dom Sportova, Záhřeb |
| 22. ledna 2000 | (9–13) |       |           | Dom Sportova, Záhřeb |
| 22. ledna 2000 | Report |       |           | Dom Sportova, Záhřeb |

| 22. ledna 2000 | Chorvatsko | 21–20 | Německo | Dom Sportova, Záhřeb |
| 22. ledna 2000 | (11–12)    |       |         | Dom Sportova, Záhřeb |
| 22. ledna 2000 | Report     |       |         | Dom Sportova, Záhřeb |

| 22. ledna 2000 | Ukrajina | 22–24 | Francie | Dom Sportova, Záhřeb |
| 22. ledna 2000 | (9–12)   |       |         | Dom Sportova, Záhřeb |
| 22. ledna 2000 | Report   |       |         | Dom Sportova, Záhřeb |

| 23. ledna 2000 | Španělsko | 27–24 | Ukrajina | Dom Sportova, Záhřeb |
| 23. ledna 2000 | (17–11)   |       |          | Dom Sportova, Záhřeb |
| 23. ledna 2000 | Report    |       |          | Dom Sportova, Záhřeb |

| 23. ledna 2000 | Německo | 19–25 | Francie | Dom Sportova, Záhřeb |
| 23. ledna 2000 | (9–15)  |       |         | Dom Sportova, Záhřeb |
| 23. ledna 2000 | Report  |       |         | Dom Sportova, Záhřeb |

| 23. ledna 2000 | Chorvatsko | 27–23 | Norsko | Dom Sportova, Záhřeb |
| 23. ledna 2000 | (15–10)    |       |        | Dom Sportova, Záhřeb |
| 23. ledna 2000 | Report     |       |        | Dom Sportova, Záhřeb |

| 25. ledna 2000 | Francie | 28–22 | Španělsko | Dvorana Mladosti, Rijeka |
| 25. ledna 2000 | (16–12) |       |           | Dvorana Mladosti, Rijeka |
| 25. ledna 2000 | Report  |       |           | Dvorana Mladosti, Rijeka |

| 25. ledna 2000 | Německo | 22–22 | Norsko | Dvorana Mladosti, Rijeka |
| 25. ledna 2000 | (11–10) |       |        | Dvorana Mladosti, Rijeka |
| 25. ledna 2000 | Report  |       |        | Dvorana Mladosti, Rijeka |

| 25. ledna 2000 | Ukrajina | 18–26 | Chorvatsko | Dvorana Mladosti, Rijeka |
| 25. ledna 2000 | (9–13)   |       |            | Dvorana Mladosti, Rijeka |
| 25. ledna 2000 | Report   |       |            | Dvorana Mladosti, Rijeka |

| 27. ledna 2000 | Norsko | 19–16 | Ukrajina | Dvorana Mladosti, Rijeka |
| 27. ledna 2000 | (12–7) |       |          | Dvorana Mladosti, Rijeka |
| 27. ledna 2000 | Report |       |          | Dvorana Mladosti, Rijeka |

| 27. ledna 2000 | Španělsko | 27–25 | Německo | Dvorana Mladosti, Rijeka |
| 27. ledna 2000 | (12–9)    |       |         | Dvorana Mladosti, Rijeka |
| 27. ledna 2000 | Report    |       |         | Dvorana Mladosti, Rijeka |

| 27. ledna 2000 | Francie | 26–26 | Chorvatsko | Dvorana Mladosti, Rijeka |
| 27. ledna 2000 | (12–11) |       |            | Dvorana Mladosti, Rijeka |
| 27. ledna 2000 | Report  |       |            | Dvorana Mladosti, Rijeka |

### Skupina B
| Poř. | tým         | Z | V | R | P | VB  | OB  | +/− | B  | výsledek             |
| ---- | ----------- | - | - | - | - | --- | --- | --- | -- | -------------------- |
| 1.   | Švédsko     | 5 | 5 | 0 | 0 | 143 | 115 | +28 | 10 | postup do semifinále |
| 2.   | Rusko       | 5 | 4 | 0 | 1 | 128 | 120 | +8  | 8  | postup do semifinále |
| 3.   | Slovinsko   | 5 | 2 | 0 | 3 | 129 | 131 | −2  | 4  | o 5. místo           |
| 4.   | Portugalsko | 5 | 2 | 0 | 3 | 123 | 133 | −10 | 4  | o 7. místo           |
| 5.   | Dánsko      | 5 | 2 | 0 | 3 | 126 | 134 | −8  | 4  | o 9. místo           |
| 6.   | Island      | 5 | 0 | 0 | 5 | 121 | 137 | −16 | 0  | o 11. místo          |

| 21. ledna 2000 | Švédsko | 31–23 | Island | Dvorana Mladosti, Rijeka |
| 21. ledna 2000 | (18–10) |       |        | Dvorana Mladosti, Rijeka |
| 21. ledna 2000 | Report  |       |        | Dvorana Mladosti, Rijeka |

| 21. ledna 2000 | Portugalsko | 28–27 | Slovinsko | Dvorana Mladosti, Rijeka |
| 21. ledna 2000 | (12–12)     |       |           | Dvorana Mladosti, Rijeka |
| 21. ledna 2000 | Report      |       |           | Dvorana Mladosti, Rijeka |

| 21. ledna 2000 | Rusko   | 27–26 | Dánsko | Dvorana Mladosti, Rijeka |
| 21. ledna 2000 | (11–14) |       |        | Dvorana Mladosti, Rijeka |
| 21. ledna 2000 | Report  |       |        | Dvorana Mladosti, Rijeka |

| 22. ledna 2000 | Slovinsko | 23–27 | Rusko | Dvorana Mladosti, Rijeka |
| 22. ledna 2000 | (12–16)   |       |       | Dvorana Mladosti, Rijeka |
| 22. ledna 2000 | Report    |       |       | Dvorana Mladosti, Rijeka |

| 22. ledna 2000 | Island  | 25–28 | Portugalsko | Dvorana Mladosti, Rijeka |
| 22. ledna 2000 | (13–14) |       |             | Dvorana Mladosti, Rijeka |
| 22. ledna 2000 | Report  |       |             | Dvorana Mladosti, Rijeka |

| 22. ledna 2000 | Dánsko  | 22–29 | Švédsko | Dvorana Mladosti, Rijeka |
| 22. ledna 2000 | (10–16) |       |         | Dvorana Mladosti, Rijeka |
| 22. ledna 2000 | Report  |       |         | Dvorana Mladosti, Rijeka |

| 23. ledna 2000 | Švédsko | 29–21 | Portugalsko | Dvorana Mladosti, Rijeka |
| 23. ledna 2000 | (15–9)  |       |             | Dvorana Mladosti, Rijeka |
| 23. ledna 2000 | Report  |       |             | Dvorana Mladosti, Rijeka |

| 23. ledna 2000 | Rusko   | 25–23 | Island | Dvorana Mladosti, Rijeka |
| 23. ledna 2000 | (15–14) |       |        | Dvorana Mladosti, Rijeka |
| 23. ledna 2000 | Report  |       |        | Dvorana Mladosti, Rijeka |

| 23. ledna 2000 | Dánsko | 24–28 | Slovinsko | Dvorana Mladosti, Rijeka |
| 23. ledna 2000 | (9–13) |       |           | Dvorana Mladosti, Rijeka |
| 23. ledna 2000 | Report |       |           | Dvorana Mladosti, Rijeka |

| 25. ledna 2000 | Švédsko | 26–24 | Slovinsko | Dom Sportova, Záhřeb |
| 25. ledna 2000 | (11–12) |       |           | Dom Sportova, Záhřeb |
| 25. ledna 2000 | Report  |       |           | Dom Sportova, Záhřeb |

| 25. ledna 2000 | Portugalsko | 20–24 | Rusko | Dom Sportova, Záhřeb |
| 25. ledna 2000 | (13–11)     |       |       | Dom Sportova, Záhřeb |
| 25. ledna 2000 | Report      |       |       | Dom Sportova, Záhřeb |

| 25. ledna 2000 | Island  | 24–26 | Dánsko | Dom Sportova, Záhřeb |
| 25. ledna 2000 | (14–13) |       |        | Dom Sportova, Záhřeb |
| 25. ledna 2000 | Report  |       |        | Dom Sportova, Záhřeb |

| 27. ledna 2000 | Slovinsko | 27–26 | Island | Dom Sportova, Záhřeb |
| 27. ledna 2000 | (17–12)   |       |        | Dom Sportova, Záhřeb |
| 27. ledna 2000 | Report    |       |        | Dom Sportova, Záhřeb |

| 27. ledna 2000 | Rusko   | 25–28 | Švédsko | Dom Sportova, Záhřeb |
| 27. ledna 2000 | (15–14) |       |         | Dom Sportova, Záhřeb |
| 27. ledna 2000 | Report  |       |         | Dom Sportova, Záhřeb |

| 27. ledna 2000 | Portugalsko | 26–28 | Dánsko | Dom Sportova, Záhřeb |
| 27. ledna 2000 | (12–13)     |       |        | Dom Sportova, Záhřeb |
| 27. ledna 2000 | Report      |       |        | Dom Sportova, Záhřeb |

### o 11. místo
| 29. ledna 2000 | Ukrajina | 25–26 | Island | Dvorana Mladosti, Rijeka |
| 29. ledna 2000 | (12–13)  |       |        | Dvorana Mladosti, Rijeka |
| 29. ledna 2000 | Report   |       |        | Dvorana Mladosti, Rijeka |

### o 9. místo
| 29. ledna 2000 | Německo | 19–17 | Dánsko | Dvorana Mladosti, Rijeka |
| 29. ledna 2000 | (8–10)  |       |        | Dvorana Mladosti, Rijeka |
| 29. ledna 2000 | Report  |       |        | Dvorana Mladosti, Rijeka |

### o 7. místo
| 29. ledna 2000 | Norsko  | 27–30 PP | Portugalsko | Dvorana Mladosti, Rijeka |
| 29. ledna 2000 | (10–14) |          |             | Dvorana Mladosti, Rijeka |
| 29. ledna 2000 | Report  |          |             | Dvorana Mladosti, Rijeka |

### o 5. místo
| 29. ledna 2000 | Chorvatsko | 24–25 | Slovinsko | Dom Sportova, Záhřeb |
| 29. ledna 2000 | (12–12)    |       |           | Dom Sportova, Záhřeb |
| 29. ledna 2000 | Report     |       |           | Dom Sportova, Záhřeb |

### Semifinále
| 29. ledna 2000 | Francie | 23–30 | Rusko | Dom Sportova, Záhřeb |
| 29. ledna 2000 | (10–16) |       |       | Dom Sportova, Záhřeb |
| 29. ledna 2000 | Report  |       |       | Dom Sportova, Záhřeb |

| 29. ledna 2000 | Švédsko | 23–21 | Španělsko | Dom Sportova, Záhřeb |
| 29. ledna 2000 | (11–12) |       |           | Dom Sportova, Záhřeb |
| 29. ledna 2000 | Report  |       |           | Dom Sportova, Záhřeb |

### o 3. místo
| 30. ledna 2000 | Španělsko | 24–23 | Francie | Dom Sportova, Záhřeb |
| 30. ledna 2000 | (13–12)   |       |         | Dom Sportova, Záhřeb |
| 30. ledna 2000 | Report    |       |         | Dom Sportova, Záhřeb |

### Finále
| 30. ledna 2000 | Rusko  | 31–32 PP | Švédsko | Dom Sportova, Záhřeb |
| 30. ledna 2000 | (15–9) |          |         | Dom Sportova, Záhřeb |
| 30. ledna 2000 | Report |          |         | Dom Sportova, Záhřeb |

## Konečné pořadí
| Zlatá medaile    | Švédsko     |
| Stříbrná medaile | Rusko       |
| Bronzová medaile | Španělsko   |
| 4                | Francie     |
| 5                | Slovinsko   |
| 6                | Chorvatsko  |
| 7                | Portugalsko |
| 8                | Norsko      |
| 9                | Německo     |
| 10               | Dánsko      |
| 11               | Island      |
| 12               | Ukrajina    |